# Эйпер, Эрнест
Эрнест Эйпер (Айпер) (фр. и словен. Ernest Eypper; 23 декабря 1914, Любляна — 1 мая 1942, там же) — югославский словенский разведчик франко-германского происхождения, участник Народно-освободительной войны, Народный герой Югославии.

## Биография
Родился 23 декабря 1914 в Любляне. Отец — инженер, француз родом из Эльзаса (до Первой мировой войны был подданным Германской империи). После окончания войны в 1918 году развёлся с женой, которая спустя несколько лет снова вышла замуж, и уехал во Францию.
Эрнест окончил начальную школу в Трново, пригороде Любляны, а также государственную реальную гимназию № 1 города Любляны в 1935 году, после чего уехал во французский Безансон. Как гражданин Франции, Эйпер отслужил два года во французской армии, а затем переехал в Париж и поступил в Сорбонну на факультет международного права. Вскоре у Эрнеста закончились деньги, а отец отказался ему помогать финансово, и сын вернулся в Любляну, где поступил на юридический факультет.
Будучи студентом, он состоял в некоторых любительских кружках. В 1939 году он устроился на работу в МИД Франции и отправился с миссией в Бейрут. В 1940 году после капитуляции Франции во Второй мировой войне Эйпер бежал из страны в Любляну, где некоторое время работал во французском посольстве. Постепенно он стал симпатизировать Коммунистической партии Югославии благодаря огромному количеству молодёжи, состоявшей там.
Летом 1941 года после начала войны Эрнест вошёл в состав ударной группы диверсантов в Трново и начал организовывать диверсии против итальянской военной администрации. Большее их количество закончилось провалом ввиду отсутствия опыта и моральной нестабильности диверсантов: в одной из таких диверсий один человек был ранен и арестован полицией, а после допроса выдал Эйпера и его группу. Эрнест был также арестован, однако доказать его причастность к произошедшим событиям не удалось, и он был отпущен. Вскоре его повторно арестовали, однако Эйпер сбежал из тюрьмы и ушёл в подполье.
Некоторое время он работал в районном отделении Освободительного фронта, отвечая за работу по военной части. В конце 1941 года он был принят в Специальную службу разведки, которой руководила Зденка Кидрич; тогда же Эрнеста приняли и в Коммунистическую партию Югославии. Ещё раньше, летом 1941 года, Зденка Кидрич установила связь с несколькими офицерами Югославской королевской армии, которые якобы выдавали себя за борцов против итальянской оккупации. Они начали шпионить за Зденкой и её коллегами: Эрнесту пришлось переодеваться в священника, чтобы отвести от себя подозрения.
В марте 1942 года Эрнест Эйпер был арестован на одной из улиц Любляны карабинерами: при обыске у него обнаружили поддельные документы. Утром по той же причине была арестована и Зденка Кидрич, оказав сопротивление и получив серьёзные травмы. Однако когда дело дошло до допросов, выяснилось: двое человек, доложивших об Эйпере, ввязались в стычку с партизанами, и в результате один был убит, а второй ранен. Зденку Кидрич из больницы вытащила ударная группа партизан, что привело итальянскую полицию в бешенство. Эрнесту организовали допросы с пытками, однако Эйпер отказался выдавать своих соратников.
1 мая 1942 на военном полигоне Сухи-Баер в Любляне Эйпер был расстрелян. Спустя несколько дней неизвестный итальянский солдат отправил матери Эрнеста прощальное письмо. После войны в итальянских архивах была обнаружена интересная запись: перед расстрелом Эрнест произнёс на французском слова: «Сколько ты стоишь, свобода, знает только тот, кто отдаёт за тебя свою жизнь».
Указом Иосипа Броза Тито от 27 ноября 1953 года Эрнест Эйпер был посмертно награждён званием и Орденом Народного героя Югославии.